# Associação Cultural e Desportiva Potiguar
L'Associação Cultural e Desportiva Potiguar és un club de futbol brasiler de la ciutat de Mossoró a l'estat de Rio Grande do Norte.
El club va ser fundat l'11 de febrer de 1945, com a Esporte Clube Potuguar. Es fusionà amb l'Associação Desportiva Potiguar el 19 de juny de 1953. Guanyà el Campionat potiguar el 2004. Competí al Campeonato Brasileiro Série A el 1979, i a la Copa João Havelange el 2000.
Disputa els seus partits a l'estadi Nogueirão. Té una capacitat per a 25.000 espectadors.

## Palmarès
- Campionat potiguar:
  - 2004, 2013